# フッズスノーエリア

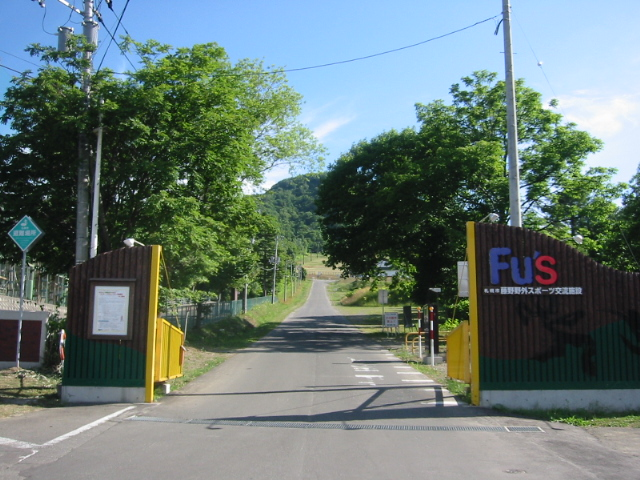
施設入口（2007年）

フッズスノーエリア（英: Fu's snow area）は、北海道札幌市南区にある施設。正式名称は「札幌市藤野野外スポーツ交流施設」。

## 概要
文部科学省が推進する総合型地域スポーツクラブの発足に伴い、隣接するスキー場とリュージュのコースを合わせた野外施設として2001年10月にオープンした。夏期にはマウンテンバイクやインラインスケートのコースを設置しており、芝生広場やバーベキューコーナーなどの設備もある。
1963年に「藤野ヘルスランド国際スキー場」として開設したのが始まりである。当初はスキー場に併設して郊外型の温泉施設「藤野ヘルスランド」があったが、周辺に北海道札幌南陵高等学校が開校して住宅地を造成した都市化の影響などにより、1980年に閉鎖した。
1972年札幌オリンピックのリュージュ競技では、手稲山にコースが設けられたが、その予備コースとして「藤野リュージュ競技場」が1970年12月に設置された。1996年までは『全日本リュージュ選手権大会』の会場となっていた。
2020年4月1日、それまでの「Fu'sコンソーシアム札幌」（一般財団法人さっぽろ健康スポーツ財団と札幌リゾート開発公社により構成）から、札幌リゾート開発公社に指定管理者が変更となった。

## 施設
コース
- 初級コース
  - ファミリーコース
  - マイルドコース
- 中級コース
  - クリスタルコース
  - ロマンスコース
- 上級コース
  - ダイナミックコース
  - パノラマコース

索道
| 名称              | 全長  | 所要時間 | 支柱 | 備考                 |
| ----------------- | ----- | -------- | ---- | -------------------- |
| 第1ぺアリフト     | 425m  | 3.5分    | 7本  |                      |
| 第1ロマンスリフト | 600m  | 5分      | 12本 | セーフティーバーあり |
| 第2ロマンスリフト | 449 m | 3.5分    | 9本  |                      |

藤野リュージュ競技場
- 全長：1,100 m[12]
- 標高差：100.2 m[12]
- カーブ数：14[12]
- 最大斜度：10°09′[12]
- 平均斜度：5°42′[12]
- スタートハウス、ゴールハウス[12]

その他
- コアハウス
  - レストラン「シーズンズ」
- パトロールハウス

## イベント
- Fu'sハンディキャップスキー大会
- Fu'sマスターズカップ

## アクセス・駐車場
- じょうてつバス「藤野4条11丁目」バス停から徒歩約5分、「藤野3条11丁目」バス停から徒歩約15分
- 札幌市中心部から車で約30分
- 駐車場：500台

## 参考資料
- “所管スポーツ施設等一覧” (PDF). 札幌市スポーツ局事業概要 平成28年度.  札幌市. 2019年3月15日閲覧。
- 札幌オリンピック施設編集委員会 編『札幌オリンピック施設 競技場・選手村・関連施設などの記録』工業調査会、1971年。ASIN B000J9M3DO。
- 『NIPPONそりスポーツ ボブスレー・リュージュ・スケルトンの歩み』北海道ボブスレー・リュージュ連盟、2001年。